# الشعب (بغداد)
منطقة الشعب من مناطق مدينة بغداد، وتقع في الجانب الشمالي الشرقي للعاصمة بغداد، يحدها من الشمال سدة قناة الشرطة (وهي سدة ترابية أنشأت لغرض حماية بغداد من الفيضان في الستينيات من القرن الماضي) ومن الجنوب مدينة الصدر ومن الغرب خط طريق سريع قناة الجيش (وهو خط سريع من مسارين أنُشئ بجانب قناة مائية لحماية بغداد من الفيضان في الستينيات من القرن الماضي) ومن الشرق قضاء الزوراء (المعامل سابقًا)، وتعد من المناطق المختلطة ذات الطبقة متوسطة الدخل وعالية الدخل من السكان، ومن الأحياء التابعة لمنطقة الشعب : «حي البنوك وحي أور وحي سومر وحي العقاري الأولى وحي العقاري الثانية وحي التجار وحي الصحة وغيرها»، ومن أهم شوارعها : «شارع البنوك التجاري وشارع المدارس وشارع الأسواق المركزية وشارع عدن وشارع الصحة وغيرها»، ومن أهم أسواقها : «سوق شلال (وهو سوق تجاري مشهور يقع في شارع عدن، وياتي بالمرتبة الخامسة لأكبر سوق بالعاصمة بغداد) وسوق الصبح وسوق ٤٠٠٠ وسوق المدينة وسوق الميثاق وغيرها»، وتعد منطقة الشعب من أكثر مناطق مدينة بغداد التي توجد فيها أحياء زراعية وعشوائية.[بحاجة لمصدر]
وفي منطقة الشعب 20 محلة سكنية وهي تابعة إداريًا لناحية الفحامة التابعة لقضاء الأعظمية، وتوجد محكمة في المنطقة وملاحظية تسجيل عقاري تتبع لمديرية التسجيل العقاري في مدينة الصدر أُسستا عام 2007  وكذلك مبنى بلدية، وفي عام 2016 صوت مجلس محافظة بغداد على جعل منطقة الشعب قضاء مستقلاً من أقضية مدينة بغداد إلا أن القرار لم ينفذ حتى الآن من قبل وزارة التخطيط.
ويمر بجانب منطقة الشعب على طولها شارع (بغداد-كركوك)، وطريق سريع قناة الجيش وشارع القدس وغيرها من الشوارع المهمة.

## السكان
عدد سكان الشعب يبلغ حوالي 219 ألف نسمة تقريبا لعام (2010).[بحاجة لمصدر]

## أحياء قضاء الشعب
- حي التجار
- حي العقاري
- حي أور
- حي الصحة
- حي عدن
- حي الجزائر
- حي البنوك
- حي ديوان الرئاسة
- حي سومر
- حي الطالبية
- حي ضباط سومر
- حي الباقر
- حي أم الكبر وغزلان
- حي التربية
- حي الثعالبة
- حي البساتين